# Congiuntivo imperfetto
Il congiuntivo imperfetto è la forma verbale della lingua italiana usata in genere nella proposizione subordinata laddove la principale al passato esprime insicurezza:
- Speravo che tu fossi sincero.

Dato il suo valore di irrealtà, il congiuntivo imperfetto gioca un ruolo di primo piano nella formazione del periodo ipotetico:
- Se tu fossi sincero, lo sarei anch'io.

## La formazione del congiuntivo imperfetto
Questa forma verbale si coniuga aggiungendo alla radice del verbo delle desinenze previste nella grammatica italiana nelle tre coniugazioni:
|                           | 1ª persona che io | 2ª persona che tu | 3ª persona che egli, ella | 1ª persona che noi | 2ª persona che voi | 3ª persona che essi, esse |
| 1ª coniugazione am-are    | am-assi           | am-assi           | am-asse                   | am-assimo          | am-aste            | am-assero                 |
| 2ª coniugazione scriv-ere | scriv-essi        | scriv-essi        | scriv-esse                | scriv-essimo       | scriv-este         | scriv-essero              |
| 3ª coniugazione serv-ire  | serv-issi         | serv-issi         | serv-isse                 | serv-issimo        | serv-iste          | serv-issero               |

- La forma della seconda persona plurale coincide con quella del passato remoto (cantaste).
- Come per l'imperfetto indicativo, la coniugazione di questo tempo è in genere regolare. Alcuni verbi che nell'italiano moderno hanno delle forme abbreviate si coniugano in maniera particolare. Ad esempio, il verbo fare si coniuga secondo la vecchia forma dell'infinito facere: facessi, facessi, facesse. Similmente, per il verbo bere: bevessi; dire: dicessi; tradurre: traducessi. In questo, vengono ripresi i meccanismi di formazione dell'imperfetto indicativo.
- I verbi dare e stare, pur essendo di prima coniugazione, usano la vocale tematica di seconda coniugazione: dessi, dessi, desse eccetera; oppure stessi e così via.
- Per il verbo essere si ha: fossi, fossi, fosse, fossimo, foste, fossero.

## Storia
Il congiuntivo imperfetto nella sua forma attuale ha sostituito quello originariamente presente in latino. In questa lingua, per il verbo laudare, si aveva laudarem, ma questa forma è oggi estinta. Con la serie di spostamenti avvenuti nel passaggio dalla lingua latina alle lingue romanze, il posto del congiuntivo imperfetto originario è stato preso da quello che in origine era il congiuntivo piuccheperfetto latino (laudavissem).
Nell'italiano parlato di tutti i giorni, il congiuntivo imperfetto tende ad essere sostituito dall'indicativo imperfetto. Comunque, non si tratta di fenomeni necessariamente recenti, ma di semplificazioni dovute ad un registro più o meno formale; almeno in italiano (ma non in francese) il congiuntivo imperfetto è tuttora da considerarsi come forma pienamente vitale.

## Il congiuntivo imperfetto in una frase secondaria
1) Viene di solito usato nella frase secondaria introdotta da forme verbali all'indicativo (soprattutto forme del passato) di verbi che esprimono una sorta di insicurezza come credere, pensare, sperare, supporre, volere:
- Credevo che il treno arrivasse sul secondo binario.
- Avete pensato che io fossi scemo?
- Speravo proprio che Ida sostenesse l'esame.
- Supponevo che il film finisse verso le dieci.

Le forme verbali della principale sono spesso coniugate in tempi del passato; secondariamente si può osservare talvolta come il verbo della frase principale possa essere coniugato anche al presente:
- I miei amici erano sempre suscettibili, penso proprio che avessero grossi problemi,

anche se in questi costrutti si usa più spesso il congiuntivo passato:
- I miei amici erano sempre suscettibili, penso proprio che abbiano avuto grossi problemi.

In questo caso, la differenza tra queste due forme sta nell'aspetto: nel primo enunciato si indica uno stato o un'abitudine, mentre nel secondo vengono illustrati degli eventi. Va inoltre detto che se la frase principale è al passato, l'uso del congiuntivo passato è escluso; se la principale è invece al presente, scegliendo la forma del congiuntivo passato si avranno sempre buoni risultati.
2) L'imperfetto del congiuntivo viene usato, tra l'altro, nelle secondarie introdotte dalle congiunzioni senza che, prima che, nonostante, malgrado, a meno che, a condizione che, affinché dopo la principale al passato:
- Rocco partiva senza che io potessi salutarlo.
- Rocco aveva paura dell'esame malgrado/nonostante fosse assai studioso.
- Ti pregavo sempre di lavorare, a meno che tu non fossi già troppo occupato con altre cose.
- Si accettavano tutti i cani, a condizione che fossero in buona salute.
- Ti criticai soltanto affinché tu ti accorgessi di qualche piccolo problema.

3) Secondo le regole della concordanza dei tempi in questi casi, se nella frase principale si usa il condizionale di un verbo che prevede l'uso del congiuntivo, la contemporaneità temporale viene in genere indicata dal congiuntivo imperfetto:
- Vorrei che tu venissi alla nostra festa.
- Mi piacerebbe che tu venissi alla nostra festa.

Si dirà in questo caso che il condizionale della principale ha funzioni paragonabili a quelle di una forma verbale del passato.
4) Per la stessa ragione, il congiuntivo imperfetto viene usato nel periodo ipotetico dell'impossibilità con riferimento al presente:
- Mi piacerebbe se tu venissi alla nostra festa.

Infatti, anche in questo caso la frase principale al condizionale presente (mi piacerebbe).
Sono inoltre possibili costrutti con il condizionale passato o misti ad altri modi (imperativo, indicativo):
- Se non ti piacesse ballare, non saresti venuto qui in discoteca.
- Se tu avessi fame, apri il frigorifero!
- Se tu ne dovessi aver voglia, in cucina ci sono delle birre (costrutto pragmatico tipico della lingua parlata)

Strettamente correlati al periodo ipotetico sono diversi usi del congiuntivo imperfetto, introdotti ad esempio dalle congiunzioni caso mai e come se:
- Caso mai suonassero, non aprite a nessuno!
- Questa gente si comporta come se fosse particolarmente speciale.

## Uso del congiuntivo imperfetto nella frase principale
L'uso di questo tempo nella proposizione reggente (frase principale) è raro. Esso può indicare un desiderio oppure un dubbio. Nel primo caso
- se solo fossi un poco più svelta!

l'uso tempo imperfetto indica irrealtà, in opposizione al congiuntivo presente (che tu possa riuscire!), il quale indica una possibilità.
Nel secondo caso (quello di un dubbio, di una supposizione)
- innaffiavo la povera pianta, ma non vedevo miglioramenti. Che fosse morta?

l'uso del congiuntivo imperfetto ha valore temporale. In questo caso, si oppone a quello del congiuntivo presente, che indica invece l'attualità del momento dell'enunciazione (che adesso sia morta?).
Nel napoletano, il congiuntivo imperfetto tende a prendere le veci del condizionale presente:
- Maria, ve vulesse spusà! ('Maria, vorrei sposarla!')
- Pronto, buongiorno, me servesse un piccolo appartamento al mare per il mese di agosto (mi servirebbe)

anche nella principale.
Negli italiani regionali centromeridionali, inoltre, il congiuntivo imperfetto può prendere il posto del congiuntivo presente in una sollecitazione o desiderio:
- Chi vuole uscire, uscisse.
- Andassero loro, a lavorare.

Questo uso, estraneo all'italiano standard ma comunque assai diffuso, risulta idoneo anche a esprimere esortazioni retoriche a scopo ironico, per via del valore controfattuale del congiuntivo imperfetto.

## Altre lingue

### Francese
Il congiuntivo imperfetto (subjonctif imparfait) del francese deriva, come quello italiano, dal congiuntivo piuccheperfetto latino. Per le tre forme regolari, si riporta la coniugazione di alcuni verbi (corrispondono all'italiano cantare, finire, rompere, concepire):
| chanter               | finir               | rompre               | concevoir            |
| --------------------- | ------------------- | -------------------- | -------------------- |
| que je chantasse      | que je finisse      | que je rompisse      | que je conçusse      |
| que tu chantasses     | que tu finisses     | que tu rompisses     | que tu conçusses     |
| qu'il chantât         | qu'il finît         | qu'il rompît         | qu'il conçût         |
| que nous chantassions | que nous finissions | que nous rompissions | que nous conçussions |
| que vous chantassiez  | que vous finissiez  | que vous rompissiez  | que vous conçussiez  |
| qu'il chantassent     | qu'ils finissent    | qu'ils rompissent    | qu'ils conçussent    |

Il suo uso nella lingua parlata e nella maggior parte delle pubblicazioni attuali è morto, ma è possibile incontrarlo con una certa frequenza nelle pubblicazioni fino alla prima metà del Novecento. Oggi può comparire, abbastanza di rado, nella lingua scritta solo alla terza persona; si tratta comunque di testi di natura assai formale. Si sostituisce di norma con il congiuntivo presente, ignorando l'accordo richiesto dalla concordanza dei tempi:
- J'attendais qu'il vienne. Aspettavo che venisse.

Nella protasi del periodo ipotetico si usa invece l'imperfetto indicativo al posto di quello del congiuntivo:
- Si tu étais à Paris, je serais contente pour toi. Se tu fossi a Parigi, sarei contenta per te.

### Spagnolo
Nella lingua spagnola, al nome di subjuntivo imperfecto rispondono oggi due diverse forme verbali. Il loro uso è di solito interscambiabile, almeno nell'ambito geografico del castigliano in Spagna. La prima proviene dal piuccheperfetto indicativo del latino ed è più usata. Se ne presentano le forme dei verbi cantar, ('cantare'), comer, ('mangiare') e salir, ('uscire'):
| cantar                  | comer                   | salir                   |
| ----------------------- | ----------------------- | ----------------------- |
| que yo cantara          | que yo comiera          | que yo saliera          |
| que tú cantaras         | que tú comieras         | que tú salieras         |
| que él cantara          | que él comiera          | que él saliera          |
| que nosotros cantáramos | que nosotros comiéramos | que nosotros saliéramos |
| que vosotros cantarais  | que vosotros comierais  | que vosotros salierais  |
| que ellos cantaran      | que ellos comieran      | que ellos salieran      |

Per avere ed essere, si ha:
- haber: hubiera / hubieras / hubiera / hubiéramos / hubierais / hubieran
- ser: fuera / fueras / fuera / fuéramos / fuerais / fueran

La seconda forma verbale, meno frequente, è diffusa soprattutto in alcune regioni e rassomiglia a quella dell'italiano, derivando dal piuccheperfetto del congiuntivo latino:
| cantar                  | comer                   | salir                   |
| ----------------------- | ----------------------- | ----------------------- |
| que yo cantase          | que yo comiese          | que yo saliese          |
| que tú cantases         | que tú comieses         | que tú salieses         |
| que él cantase          | que él comiese          | que él saliese          |
| que nosotros cantásemos | que nosotros comiésemos | que nosotros saliésemos |
| que vosotros cantaseis  | que vosotros comieseis  | que vosotros saliseis   |
| que ellos cantasen      | que ellos comiesen      | que ellos saliesen      |

L'uso è simile a quello dell'italiano,
- Dudábamos que él  llegara  a tiempo
- Dubitavamo che lui  arrivasse  in tempo.
- Estaría estupendo que nos viéramos hoy
- Sarebbe stupendo se potessimo vederci oggi.
- Me alegraría que habláramos mañana
- Mi farebbe piacere se parlassimo domani.
- Si tú fueras yo, tambien estarías triste
- Se tu fossi me, saresti triste anche tu.

malgrado alcune differenze. La prima tra le due seguenti coppie di enunciati indica che il verbo pensare in italiano richiede il congiuntivo anche senza la negazione (a differenza di quanto accade in spagnolo); il secondo esempio illustra invece un uso del congiuntivo spagnolo per formare una domanda cortese:
- Pensaba que él estaba enfermo (indicativo)
- Pensavo che lui fosse malato (congiuntivo)
- Quisiera irme temprano hoy. (congiuntivo)
- Vorrei andarmene prima oggi (condizionale)

### Inglese
Le lingue germaniche come l'inglese non hanno forme veramente corrispondenti a quelle del congiuntivo imperfetto romanzo. Un confronto può al massimo basarsi sul fatto che anche queste lingue dispongono di una forma analitica del congiuntivo con riferimento a domini referenziali come quelli dell'irrealtà con riferimento al presente. Malgrado ciò è ben riconoscibile, proprio nel caso del Past Subjunctive inglese, una forte parentela morfologica tra le loro forme e quelle passate dell'indicativo. Infatti, le forme del Past Subjunctive coincidono con quelle del Simple past, eccezion fatta per to be ('essere'): I were, you were, he (she, it) were, we were, you were, they were.
L'uso del Past Subjunctive, è assai diverso da quello del congiuntivo imperfetto nelle lingue romanze. Introdotto dal verbo wish, indica un desiderio collocato piuttosto nel mondo dell'irreale:
- I wish I were in Africa ('mi piacerebbe essere in Africa').

Analogamente al congiuntivo imperfetto italiano, la forma gioca un ruolo di primo piano nell'espressione di un'ipotesi nella protasi del periodo ipotetico irreale ed in costrutti analoghi:
- If I had a million, I would buy everything. ('se avessi un milione comprerei tutto')
- If that were true, I'd know it. ('se fosse vero, lo saprei')
- He speaks as if he were the President ('parla come se fosse il presidente')

In contesti informali, la forma were del verbo essere viene spesso sostituita da was:
- If he weren't so stupid, he would help us
- If he wasn't so stupid, he would help us ('se non fosse così stupido ci aiuterebbe')
- I wish I were a girl
- I wish I was a girl ('mi piacerebbe essere una ragazza')

In conclusione, si tratta di una forma il cui nome, Past Subjunctive, congiuntivo passato, non rende giustizia alle funzioni della voce verbale, ma al massimo alla sua forma.

### Tedesco
Per quanto riguarda invece la lingua tedesca, le forme del Konjunktiv II assumono il significato di irrealtà (congiuntivo imperfetto italiano) e di possibilità (condizionale italiano). Per la formazione si dispone di due forme, identiche nel significato:
- Il Konjuktiv II propriamente detto, formato dalle voci del Präteritum, addolcendo la vocale radicale qualora sia possibile (cioè se a, o, oppure u) e aggiungendo le desinenze del congiuntivo: ich wäre (da sein), ich hätte (da haben), ich gäbe (da geben), ich ginge (da gehen).
- Una forma perifrastica (o Ersatzform, "forma sostitutiva"), formata dal Konjunktiv II di werden (ich würde, du würdest, etc) e l'infinito, con costruzione analoga a quella del futuro: ich würde sagen (da sagen).

La forma più comune è la seconda, almeno nella lingua parlata, tranne per i verbi ausiliari e modali, che generalmente preferiscono (ma non esigono) la prima. La lingua scritta e formale impiega solitamente la prima forma.
Si può utilizzare in frasi ottative:
- Wäre er doch wenigstens freundlich! ('fosse almeno gentile!'),

nel periodo ipotetico irreale (sia nella principale che nella subordinata):
- Wenn ich eine Million hätte, ginge ich nach Afrika / würde ich nach Afrika gehen. ('se avessi un milione andrei in Africa'),

e, come detto, traduce anche il condizionale italiano:
- Ich würde gern kommen / ich käme gerne, wenn möglich. ('verrei volentieri, se possibile').